# Filmhaus Frankfurt
Das Filmhaus Frankfurt e.V. ist eine 1989 in Frankfurt am Main gegründete Institution für Film und Kulturschaffende aus dem Rhein-Main-Gebiet und Umgebung.

## Aufgabenspektrum
Anlass der Gründung war die Vernetzung filmischer Aktivitäten, die Unterstützung und Förderung des Nachwuchses, die Initiativen filmpolitischer und -kultureller Diskussionen und als Interessenvertretung der Filmschaffenden zu unterstützen, zu fördern und voranzutreiben.
Es bietet Seminare, Vorlesungen und Fort- und Weiterbildungen zu filmtechnischen Berufen, Filmschnitt, Filmlichtgestaltung, Filmtongestaltung, Filmanalyse und Filmtheorie an. Daneben gibt es für Filmschaffenden einen Equipmentpool, in welchem Filmtechnik gegen Gebühr gemietet werden kann, um eigene Projekte zu verwirklichen. Das Angebot wird ergänzt durch produktionsbegleitende Maßnahmen wie Kalkulationsberatung, Filmgeschäftsführung, Hilfe bei der Beschaffung von Fördermitteln und Vermittlung von Fachpersonal.
Es fördert durch die Reihe Kontakte die Kommunikation der Filmschaffenden untereinander und die Vermittlung von Praktikumsplätzen, wie das Zusammenführen von Produzenten, Autoren und Regisseuren bis hin zu gemeinsamen Veranstaltungen mit Fernsehanstalten und Kinobetreibern und richtet Premieren aus. Spezieller Fokus ist auf der Förderung des hessischen Films.

## Sonstiges
Das Filmhaus gibt die Zeitschrift GRIP heraus, in welcher der aktuelle Stand der kulturpolitischen Debatte, Termine, Festivals, Förderungen und Entwicklungen im Medienalltag der Stadt Frankfurt und Umgebung mit den neuesten Informationen über aktuelle Seminare und Vorlesungen nachzulesen sind.

## Träger
Der Verein wird von Sponsoren aus Film und Wirtschaft wie vom Amt für Wissenschaft und Kunst der Stadt Frankfurt am Main finanziell unterstützt.